# Riu de Llucena
El riu de Llucena és un riu que flueix per la comarca valenciana de l'Alcalatén. Naix al massís del Penyagolosa, dins del terme municipal de Xodos. D'ací entra al terme de Llucena, tot passant a la vora de la població que li dona nom. Al llarg del temps, la vila ha aprofitat les seues aigües per als molins, com el molí de Ros.
Continua en direcció NO-SE cap Figueroles. Posteriorment, és retingut al pantà de l'Alcora, el qual emmagatzema les seues aigües. Més tard, segueix uns quilòmetres el darrer tram fins a la seua desembocadura a la rambla de la Viuda, prop de la capital de l'Alcalatén.
El seu recorregut és de 20 quilòmetres, en els quals baixa des dels 1.200 metres d'altitud del seu naixement fins als 300 m de la desembocadura. La seua superfície és de 114 km².